# عيسى بن علي العباسي
أبُو العبَّاس عيسى بن عَلِيُّ بن عبد الله بن العبَّاس بن عبد المُطَّلب الهاشِميُّ القُرشيُّ (83 - 164 هـ / 702 - 782 م) أميرٌ عبَّاسي، وحفيد الصَّحابي عبد الله بن عبَّاس، وعم الخليفتين المُؤسسين السفَّاح، والمنصُور.
ولاه السفَّاح فارس، إلا أنه حين جاء إليها، وجد بها محمد بن الأشعث الخزاعي المُعين من طرف أبو مسلم الخراساني، فلم يسلمها الخُزاعي له، وأراد قتله، إلا أنه استحلفهُ بأن لا يلي عملًا أبدًا، ولا يتقلد سيفًا إلا لغزو، وكان ذلك، فقد اعتزل أمور السياسة، وبقي الأمير عيسى أثيرًا عند السفَّاح ومن ثم المنصُور حتى تُوفي في عهد الأخير. وإليه يُنسب نهر عيسى، وقطيعة عيسى، وقصر عيسى.

## رواياته
حدث عن أبيه، وحدث عنه شيبان بن عبد الرَّحمن التميمي. وقد حدث بحديثًا عن أجداده عن النَّبيُّ مُحمَّد قوله: «يمن الخيل في شقرها».

## حياته الشخصية
أعقب سُليمان بن علي خمسة من أبنائه، وهم علي، وصالح، ويعقوب، وإسماعيل، وإسحاق.

## وفاته
توفي الأمير عيسى بن علي في خلافة ابن أخيه المنصور سنة 164 هـ / 782 م عن عُمرٍ ناهز 80 عامًا، حينما كان في مُعسكر وليُّ العهد مُحمَّد المهدي في البردان حيث أراد الانطلاق نحو الشَّام، فصلَّى عليه المهدي ومشى في جنازته من قصر عيسى إلى مقابر قريش ثم عاد إلى عسكره.

### فهرس المنشورات
1. 1 2 3  العباسي (2000)، ص. 123.

### معلومات المنشورات كاملة
الكتب مرتبة حسب تاريخ النشر
- حسني أحمد علي العباسي (2000). الأساس في أنساب بني العباس. تحقيق: أحمد عمر هاشم، حسين يوسف دويدار، محمد عبد الحميد راغب (ط. 1). القاهرة: دار ركابي للنشر. ISBN:978-977-6007-01-7. OCLC:45698005. OL:20771168M. QID:Q123463845.